# Oswaldo de Oliveira
Oswaldo de Oliveira, właśc. Oswaldo de Oliveira Filho (ur. 5 grudnia 1950 w Rio de Janeiro) – brazylijski trener piłkarski.

## Kariera trenerska
Karierę szkoleniowca rozpoczął w 1999 roku. Trenował kluby Corinthians Paulista, CR Vasco da Gama, Fluminense FC, São Paulo, CR Flamengo, Vitória, Santos FC, Al-Ahli, Cruzeiro EC, Kashima Antlers, Botafogo i SE Palmeiras.

## Sukcesy i odznaczenia

### Sukcesy trenerskie
Corinthians
- mistrz Campeonato Paulista: 1999
- mistrz Campeonato Brasileiro Série A: 1999
- mistrz Klubowych mistrzostw świata: 2000

São Paulo
- mistrz Campeonato Paulista: 2002

Kashima Antlers
- mistrz J. League Division 1: 2007, 2008, 2009
- zdobywca Emperor's Cup: 2007, 2010
- zdobywca J. League Cup: 2011
- zdobywca Superpucharu Japonii: 2009

Botafogo
- mistrz Campeonato Carioca: 2013

### Sukcesy indywidualne
- najlepszy trener roku w J. League: 2007, 2008, 2009